# Elanco Animal Health
Elanco Animal Health Inc. ist ein weltweit tätiger Konzern im Tiergesundheitsbereich. Elanco erforscht, entwickelt und vertreibt Impfstoffe, Tierarzneimittel und Pflegeprodukte in zahlreichen Ländern.
Elanco beschäftigt weltweit ca. 9450 Mitarbeiter und erzielt einen Umsatz von rund 4,43 Mrd. US-Dollar. Die globale Firmenzentrale befindet sich in Greenfield, Indiana. Im deutschsprachigen Raum gibt es Niederlassungen u. a. in Bad Homburg, Monheim am Rhein, Cuxhaven, Kiel, Wien und Basel.

## Geschichte
Eli Lilly and Company entwickelte 1953 das erste Antibiotikum ausschließlich für den tiermedizinischen Einsatz. 1954 wurde eine Abteilung für Pflanzen- und Tierpräparate eingerichtet. 1955 bis 1959 wurde ein Forschungszentrum in Greenville, das Agricultural and Veterinary Medicine Research Center errichtet. 1960 wurde durch Umorganisation im Konzern die Elanco Products Company gegründet und diese in den Folgejahrzehnten zu einem weltweit agierendem Hersteller ausgebaut. Anfang der 2000er Jahre wurde der Hauptsitz verlegt.
2007 erwarb Elanco Ivy Animal Health und stieg damit in das Heimtiersegment ein. 2011 wurde Janssen Animal Health erworben, 2012 ChemGen. 2013 stieg Elanco in die Impfstoffherstellung ein, 2014 wurde Lohmann Animal Health aufgekauft. Am 22. April 2014 übernahm Eli Lilly and Company für 5,4 Milliarden US-Dollar die Tierarzneimittelsparte von Novartis. 2017 begann das Unternehmen mit den Planungen zur Abspaltung seiner Tiergesundheitssparte als Elanco Animal Health. Zunächst wurden 2018 knapp 20 % der Anteile an die Börse gebracht. Seit März 2019 ist Elanco komplett unabhängig. 2020 übernahm Elanco die Tiermedizinsparte der Bayer AG.
Seit 2018 ist Elanco Animal Health unabhängig von Lilly an der New Yorker Börse notiert.